# 粗魯
粗鲁是指一個人做出不尊重他人、其他群体或文化的舉動以及說出不尊重、無禮或冒犯他人的話。其他諸如一些失礼的行為以及講一些淫秽的話以及髒話也被認為是舉止粗魯。在某些情况下，做出粗鲁行为甚至会构成犯罪，例如會觸犯仇恨言论罪。